# Lista de governadores do Paraná
Esta é uma lista de governantes do Paraná. Incluem-se neste artigo todos os mandatários que governaram o território hoje chamado estado do Paraná, desde os primórdios da colonização portuguesa até a atualidade.
O estado do Paraná, assim como uma república, é governado por três poderes, todos com sede na capital: o executivo, representado pelo governador, o legislativo, pela Assembleia Legislativa do Paraná, e o judiciário, pelo Tribunal de Justiça do Paraná e outros tribunais, e juízes. Também é permitida a participação popular nas decisões do governo através de referendos e plebiscitos. A atual constituição do estado foi promulgada em 1989, acrescida das alterações resultantes de posteriores emendas constitucionais. Constituem símbolos estaduais a bandeira, o brasão e o hino, além do sinete.
O poder executivo paranaense está centralizado no governador do estado, que é eleito em sufrágio universal e voto direto e secreto, pela população para mandatos de até quatro anos de duração, e pode ser reeleito para mais um mandato. Ele é o responsável pela nomeação dos secretários de estado, que auxiliam no governo. A sede do governo estadual, o Palácio Iguaçu, foi inaugurada em 1953, em homenagem às comemorações do centenário da emancipação política do estado, sendo transferida temporariamente para o das Araucárias, de 14 de maio de 2007 até 18 de dezembro de 2010. Naquela época, o Iguaçu voltou a abrigar a sede do governo paranaense. Entre as década de 1960 e 2010, a Granja do Canguiri serviu de residência de campo oficial do governador, em algumas gestões deste período.
Desde o começo do período republicano, assumiu pela primeira vez o governo do estado o fluminense Francisco José Cardoso Júnior, que esteve no poder entre 17 de novembro e 4 de dezembro de 1889. Foi apenas no ano de 1947 onde ocorreu a posse do primeiro governador escolhido por sufrágio universal, Moisés Lupion, eleito pela segunda vez para um mandato entre 1956 e 1961. O atual chefe do executivo paranaense é Ratinho Junior, que assumiu o cargo em 1 de Janeiro de 2019.
O poder legislativo estadual é unicameral e exercido pela Assembleia Legislativa do Paraná (Centro Leg. Presidente Aníbal Khury), formada por 54 deputados estaduais, eleitos de forma direta para mandatos quadrienais. Cabe à casa elaborar e votar leis fundamentais à administração e ao executivo, especialmente o orçamento estadual (conhecido como Lei de Diretrizes Orçamentárias). No Congresso Nacional, a representação paranaense é de três senadores e trinta deputados federais.
O poder judiciário tem a função de julgar, conforme leis criadas pelo legislativo e regras constitucionais brasileiras, sendo composto por desembargadores, além dos tribunais de júri, juizados especiais e juízes de direito, substitutos e de paz. A maior corte do Poder Judiciário paranaense é o Tribunal de Justiça do Estado do Paraná, localizado no Centro Cívico. Representações deste poder estão espalhadas pelo território estadual por intermédio de unidades denominadas de comarcas. De acordo com o Tribunal Superior Eleitoral, o Paraná possuía, em novembro de 2016, 7 864 377 eleitores, representando 5,376% do eleitorado brasileiro, o sexto maior do país.

## Presidentes do período imperial (1853 — 1889)
Legenda
     Partido Conservador
     Partido Liberal
| Nº                          | Nome                               | Imagem | Partido             | Início do mandato               | Fim do mandato                  |
| Segundo Reinado (1840-1889) |                                    |        |                     |                                 |                                 |
| 1                           | Zacarias de Góis                   |        | Partido Conservador | 19 de dezembro de 1853          | 3 de maio de 1855               |
| 2                           | Teófilo Vitório Ribeiro de Resende |        | Partido Conservador | 3 de maio de 1855               | 27 de julho de 1855             |
| 3                           | Henrique Beaurepaire-Rohan         |        | Partido Liberal     | 27 de julho de 1855             | 1º de março de 1856             |
| 4                           | Vicente Pires da Mota              |        | Partido Liberal     | 1º de março de 1856             | 26 de setembro de 1856          |
| 5                           | José Antônio Vaz de Carvalhais     |        | Partido Liberal     | 26 de setembro de 1856          | 11 de novembro de 1857          |
| 6                           | Francisco Liberato de Matos        |        | Partido Conservador | 11 de novembro de 1857          | 26 de fevereiro de 1859         |
| 7                           | Francisco da Câmara Leal           |        | Partido Conservador | 26 de fevereiro de 1859         | 2 de maio de 1859               |
| 8                           | José Francisco Cardoso             |        | Partido Conservador | 2 de maio de 1859               | 16 de março de 1861             |
| 9                           | Antônio Gomes Nogueira             |        | Partido Liberal     | 16 de março de 1861             | 31 de março de 1863             |
| 10                          | Manuel Antônio Ferreira            |        | Partido Liberal     | 31 de março de 1863             | 5 de junho de 1863              |
| 11                          | Sebastião Gonçalves                |        | Partido Liberal     | 5 de junho de 1863              | 7 de março de 1864              |
| 12                          | José Joaquim do Carmo Jr           |        | Partido Liberal     | 7 de março de 1864              | 18 de junho de 1864             |
| 13                          | André Augusto de Pádua Fleury      |        | Partido Conservador | 18 de junho de 1864             | 19 de agosto de 1864            |
| 14                          | Agostinho Ermelino de Leão         |        | Partido Conservador | 19 de agosto de 1864            | 18 de novembro de 1864          |
| 15                          | André Augusto de Pádua Fleury      |        | Partido Conservador | 18 de novembro de 1864          | 4 de junho de 1865              |
| 16                          | Manuel Alves de Araújo             |        | Partido Liberal     | 5 de junho de 1865              | 18 de agosto de 1865            |
| 17                          | André Augusto de Pádua Fleury      |        | Partido Conservador | 18 de agosto de 1865            | 23 de março de 1866             |
| 18                          | Agostinho Ermelino de Leão         |        | Partido Conservador | 23 de março de 1866             | 15 de novembro de 1866          |
| 19                          | Polidoro César Burlamaqui          |        | Partido Conservador | 15 de novembro de 1866          | 17 de agosto de 1867            |
| 20                          | Carlos Augusto Ferraz              |        | Partido Conservador | 17 de agosto de 1867            | 31 de outubro de 1867           |
| 21                          | José Feliciano Horta de Araújo     |        | Partido Conservador | 31 de outubro de 1867           | 5 de maio ou 29 de maio de 1868 |
| 22                          | Carlos Augusto Ferraz de Abreu     |        | Partido Conservador | 5 de maio ou 29 de maio de 1868 | 14 de setembro de 1868          |
| 23                          | Antônio Augusto da Fonseca         |        | Partido Conservador | 14 de setembro de 1868          | 28 de agosto de 1869            |
| 24                          | Agostinho Ermelino de Leão         |        | Partido Conservador | 28 de agosto de 1869            | 26 de novembro de 1869          |
| 25                          | Antônio Affonso de Carvalho        | .      | Partido Conservador | 27 de novembro de 1869          | 20 de abril de 1870             |
| 26                          | Agostinho Ermelino de Leão         |        | Partido Conservador | 3 de maio de 1870               | 24 de dezembro de 1870          |
| 27                          | Venâncio José de Oliveira Lisboa   |        | Partido Liberal     | 24 de dezembro de 1870          | 15 de janeiro de 1873           |
| 28                          | Manuel Antônio Guimarães           |        | Partido Liberal     | 15 de janeiro de 1873           | 13 de junho de 1873             |
| 29                          | Frederico Cardoso de Araújo        |        | Partido Liberal     | 13 de junho de 1873             | 2 de maio de 1875               |
| 30                          | Agostinho Ermelino de Leão         |        | Partido Conservador | 2 de maio de 1875               | 8 de maio de 1875               |
| 31                          | Adolfo Lamenha Lins                |        | Partido Liberal     | 8 de maio de 1875               | 16 de julho de 1877             |
| 32                          | Manuel Antônio Guimarães           |        | Partido Liberal     | 16 de julho de 1877             | 17 de agosto de 1877            |
| 33                          | Joaquim Bento de Oliveira Jr       |        | Partido Liberal     | 17 de agosto de 1877            | 7 de fevereiro de 1878          |
| 34                          | Jesuíno Marcondes Oliveira         |        | Partido Liberal     | 7 de fevereiro de 1878          | 23 de março de 1878             |
| 35                          | Rodrigo Otávio de Oliveira         |        | Partido Conservador | 23 de março de 1878             | 31 de março de 1879             |
| 36                          | Jesuíno Marcondes Oliveira e Sá    |        | Partido Liberal     | 31 de março de 1879             | 23 de abril de 1879             |
| 37                          | Manuel de Sousa Dantas Filho       |        | Partido Conservador | 23 de abril de 1879             | 4 de agosto de 1880             |
| 38                          | João José Pedrosa                  |        | Partido Conservador | 4 de agosto de 1880             | 3 de maio de 1881               |
| 39                          | Sancho de Barros Pimentel          |        | Partido Conservador | 3 de maio de 1881               | 26 de janeiro de 1882           |
| 40                          | Jesuíno Marcondes Oliveira e Sá    |        | Partido Liberal     | 26 de janeiro de 1882           | 6 de março de 1882              |
| 41                          | Carlos Augusto de Carvalho         |        | Partido Conservador | 6 de março de 1882              | 26 de maio de 1883              |
| 42                          | Antônio Alves de Araújo            |        | Partido Conservador | 26 de maio de 1883              | 3 de setembro de 1883           |
| 43                          | Luís Alves Leite Bello             |        | Partido Liberal     | 3 de setembro de 1883           | 5 de junho de 1884              |
| 44                          | Brasílio Augusto Machado           |        | Partido Conservador | 5 de junho de 1884              | 21 de agosto de 1885            |
| 45                          | Antônio Alves de Araújo            |        | Partido Conservador | 24 de agosto de 1885            | 18 de setembro de 1885          |
| 46                          | Joaquim Almeida Sobrinho           |        | Partido Liberal     | 20 de setembro de 1885          | 29 de setembro de 1885          |
| 47                          | Alfredo d'Escragnolle Taunay       |        | Partido Liberal     | 29 de setembro de 1885          | 3 de maio de 1886               |
| 48                          | Joaquim Almeida Sobrinho           |        | Partido Liberal     | 3 de maio de 1886               | 26 de dezembro de 1887          |
| 49                          | Antônio Ricardo dos Santos         |        | Partido Liberal     | 29 de dezembro de 1887          | 9 de fevereiro de 1888          |
| 50                          | José Cesário Ribeiro               |        | Partido Conservador | 9 de fevereiro de 1888          | 30 de junho de 1888             |
| 51                          | Ildefonso Pereira Correia          |        | Partido Conservador | 30 de junho de 1888             | 4 de julho de 1888              |
| 52                          | Balbino Cândido da Cunha           |        | Partido Conservador | 4 de julho de 1888              | 18 de junho de 1889             |
| 53                          | Jesuíno Marcondes Oliveira e Sá    |        | Partido Liberal     | 18 de junho de 1889             | 23 de agosto de 1889            |
| 54                          | Joaquim José Alves                 |        | Partido Conservador | 3 de setembro de 1889           | 11 de setembro de 1889          |
| 55                          | Jesuíno Marcondes Oliveira e Sá    |        | Partido Liberal     | 12 de setembro de 1889          | 16 de novembro de 1889          |

## Governantes do período republicano (1889 —2025)
No período republicano, os governadores ainda eram denominados "presidentes" até a Revolução de 1930.
| Nº                                        | Nome                                         | Imagem                        | Partido                                          | Início do mandato       | Fim do mandato                               | Observações                                                                            |
| Primeira República Brasileira (1889-1930) |                                              |                               |                                                  |                         |                                              |                                                                                        |
| 1                                         | Francisco Cardoso Jr                         |                               | Partido Republicano Democrático PRD              | 17 de novembro de 1889  | 4 de dezembro de 1889                        | Presidente nomeado                                                                     |
| 2                                         | José Marques Guimarães                       |                               | Partido Republicano Democrático PRD              | 4 de dezembro de 1889   | 18 de fevereiro de 1890                      | Presidente nomeado                                                                     |
| —                                         | Herculano de Freitas                         |                               | Partido Republicano Paranaense PRP               | 18 de fevereiro de 1890 | 4 de março de 1890                           | Vice-presidente nomeado em exercício                                                   |
| 3                                         | Américo Lobo Leite Pereira                   |                               | Partido Republicano Democrático PRD              | 4 de março de 1890      | 28 de julho de 1890                          | Presidente nomeado                                                                     |
| —                                         | Joaquim Monteiro                             |                               | Partido Republicano Paranaense PRP               | 28 de julho de 1890     | 28 de agosto de 1890                         | Vice-presidente eleito em exercício                                                    |
| 4                                         | Serzedelo Correia                            |                               | Partido Republicano Democrático PRD              | 28 de agosto de 1890    | 3 de novembro de 1890                        | Presidente nomeado                                                                     |
| —                                         | Joaquim Monteiro                             |                               | Partido Republicano Paranaense PRP               | 3 de novembro de 1890   | 27 de dezembro de 1890                       | Vice-presidente eleito em exercício                                                    |
| 5                                         | José Aguiar Lima                             |                               | União Republicana Paranaense URP                 | 27 de dezembro de 1890  | 3 de junho de 1891                           | Presidente nomeado                                                                     |
| 6                                         | Generoso Marques dos Santos                  |                               | União Republicana Paranaense URP                 | 3 de junho de 1891      | 29 de novembro de 1891                       | Presidente nomeado                                                                     |
| —                                         | Roberto Ferreira Bento Lins Joaquim Monteiro |                               | Partido Republicano Paranaense PRP               | 29 de novembro de 1891  | 25 de fevereiro de 1892                      | membros da Junta Governativa                                                           |
| 7                                         | Francisco Xavier da Silva                    |                               | Partido Republicano Paranaense PRP               | 25 de fevereiro de 1892 | 12 de abril de 1893                          | Presidente nomeado                                                                     |
| —                                         | Vicente Machado                              |                               | Partido Liberal PL                               | 12 de abril de 1893     | 1º de janeiro de 1894                        | Vice-presidente eleito em exercício                                                    |
| 8                                         | Teófilo Soares Gomes                         |                               | Partido Republicano Democrático PRD              | 1º de janeiro de 1894   | 21 de janeiro de 1894                        | Presidente nomeado                                                                     |
| 9                                         | João Meneses Dória                           |                               | Partido Republicano Democrático PRD              | 21 de janeiro de 1894   | 24 de março de 1894                          | Presidente nomeado                                                                     |
| 10                                        | Francisco Cardoso Jr.                        |                               | Partido Republicano Democrático PRD              | 24 de março de 1894     | 3 de abril de 1894                           | Presidente nomeado                                                                     |
| 11                                        | Tertuliano Teixeira de Freitas               |                               | União Republicana Paranaense URP                 | 3 de abril de 1894      | abril/maio de 1894                           | Presidente nomeado                                                                     |
| 12                                        | José Ferreira Braga                          |                               | Partido Moderado Brasileiro PMB                  | abril/maio de 1894      | abril/maio de 1894                           | Presidente nomeado                                                                     |
| —                                         | Vicente Machado                              |                               | Partido Liberal PL                               | maio de 1894            | maio/junho de 1894                           | Vice-presidente eleito em exercício                                                    |
| 13                                        | Francisco Xavier da Silva                    |                               | Partido Republicano Paranaense PRP               | maio/junho de 1894      | 25 de fevereiro de 1896                      | Presidente nomeado                                                                     |
| 14                                        | Santos Andrade                               |                               | Partido Republicano Paranaense PRP               | 25 de fevereiro de 1896 | 3 de abril de 1899                           | Presidente nomeado                                                                     |
| —                                         | José Bernardino Bormann                      |                               | Partido Republicano Federal PRF                  | 3 de abril de 1899      | 10 de maio de 1899                           | Vice-presidente eleito em exercício                                                    |
| 14                                        | Santos Andrade                               |                               | Partido Republicano Paranaense PRP               | 10 de maio de 1899      | 25 de fevereiro de 1900                      | Presidente nomeado                                                                     |
| 15                                        | Francisco Xavier da Silva                    |                               | Partido Republicano Paranaense PRP               | 25 de fevereiro de 1900 | 25 de fevereiro de 1904                      | Presidente eleito em comícios populares                                                |
| 16                                        | Vicente Machado                              |                               | Partido Republicano Paranaense PRP               | 25 de fevereiro de 1904 | 13 de abril de 1906                          | Vice-presidente eleito em comícios populares, assumiu o cargo de Presidente            |
| 17                                        | João Cândido Ferreira                        |                               | Partido Republicano Paranaense PRP               | 13 de abril de 1906     | 21 de julho de 1907                          | Vice-presidente eleito em comícios populares, assumiu o cargo de Presidente            |
| 18                                        | Joaquim Monteiro                             |                               | Partido Republicano Paranaense PRP               | 21 de julho de 1907     | 25 de fevereiro de 1908                      | Vice-presidente eleito em comícios populares, assumiu o cargo de Presidente            |
| 19                                        | Alencar Guimarães                            |                               | Partido Republicano Paranaense PRP               | 25 de fevereiro de 1908 | 26 de abril de 1908                          | Vice-presidente eleito em comícios populares, assumiu o cargo de Presidente            |
| 20                                        | Francisco Xavier da Silva                    |                               | Partido Republicano Paranaense PRP               | 26 de abril de 1908     | 25 de fevereiro de 1912                      | Presidente eleito em comícios populares                                                |
| 21                                        | Carlos Cavalcanti                            |                               | Partido Republicano Paranaense PRP               | 25 de fevereiro de 1912 | 25 de fevereiro de 1916                      | Presidente eleito em comícios populares                                                |
| 22                                        | Affonso Camargo                              |                               | Partido Republicano Paranaense PRP               | 25 de fevereiro de 1916 | 25 de fevereiro de 1920                      | Vice-Presidente eleito em comícios populares                                           |
| 23                                        | Caetano Munhoz da Rocha                      |                               | Partido Republicano Paranaense PRP               | 25 de fevereiro de 1920 | 25 de fevereiro de 1924                      | Presidente eleito em comícios populares                                                |
| 24                                        | Caetano Munhoz da Rocha                      |                               | Partido Republicano Paranaense PRP               | 25 de fevereiro de 1924 | 25 de fevereiro de 1928                      | Presidente reeleito em comícios populares                                              |
| 25                                        | Affonso Camargo                              |                               | Partido Republicano Paranaense PRP               | 25 de fevereiro de 1928 | 5 de outubro de 1930                         | Presidente reeleito em comícios populares                                              |
| Era Vargas (1930-1945)                    |                                              |                               |                                                  |                         |                                              |                                                                                        |
| 26                                        | Mário Tourinho                               |                               | Aliança Liberal AL                               | 5 de outubro de 1930    | 29 de dezembro de 1931                       | Interventor federal                                                                    |
| —                                         | João Perneta                                 |                               | Partido Progressista PP                          | 29 de dezembro de 1931  | 30 de janeiro de 1932                        | Interventor federal interino                                                           |
| 27                                        | Manuel Ribas                                 |                               | Partido Social Democrático PSD                   | 30 de janeiro de 1932   | 3 de novembro de 1945                        | Interventor federal                                                                    |
| Segunda República Brasileira (1945-1964)  |                                              |                               |                                                  |                         |                                              |                                                                                        |
| 28                                        | Clotário Portugal                            |                               | Partido Social Democrático PSD                   | 3 de novembro de 1945   | 25 de fevereiro de 1946                      | Interventor federal                                                                    |
| 29                                        | Brasil Pinheiro Machado                      |                               | Partido Social Democrático PSD                   | 25 de fevereiro de 1946 | 6 de outubro de 1946                         | Interventor federal                                                                    |
| 30                                        | Mário Gomes                                  |                               | Partido Social Democrático PSD                   | 7 de outubro de 1946    | 6 de fevereiro de 1947                       | Interventor federal                                                                    |
| 31                                        | Antônio de Carvalho Chaves                   |                               | Partido Social Democrático PSD                   | 6 de fevereiro de 1947  | 12 de março de 1947                          | Interventor federal                                                                    |
| 32                                        | Moisés Lupion                                |                               | Partido Social Democrático PSD                   | 12 de março de 1947     | 31 de janeiro de 1951                        | Governador eleito por sufrágio universal                                               |
| 33                                        | Bento Munhoz da Rocha Neto                   |                               | Partido Republicano PR                           | 31 de janeiro de 1951   | 3 de abril de 1955                           | Governador eleito por sufrágio universal                                               |
| —                                         | Antonio Annibelli                            |                               | Partido Trabalhista Brasileiro PTB               | 3 de abril de 1955      | 1º de maio de 1955                           | Presidente da Assembleia Legislativa, governador substituto.                           |
| 34                                        | Adolfo Franco                                |                               | União Democrática Nacional UDN                   | 1º de maio de 1955      | 31 de janeiro de 1956                        | Governador eleito pela Assembleia Legislativa                                          |
| 35                                        | Moisés Lupion                                |                               | Partido Social Democrático PSD                   | 31 de janeiro de 1956   | 31 de janeiro de 1961                        | Governador eleito por sufrágio universal                                               |
| 36                                        | Ney Braga                                    |                               | Partido Democrata Cristão PDC                    | 31 de janeiro de 1961   | 17 de novembro de 1965                       | Governador eleito por sufrágio universal                                               |
| Regime Militar (1964-1985)                |                                              |                               |                                                  |                         |                                              |                                                                                        |
| —                                         | Antônio Ferreira Rüppel                      |                               | Partido Democrata Cristão PDC                    | 17 de novembro de 1965  | 20 de novembro de 1965                       | Presidente da Assembleia Legislativa, governador substituto                            |
| 37                                        | Algacyr Guimarães                            |                               | Partido Democrata Cristão PDC                    | 20 de novembro de 1965  | 31 de janeiro de 1966                        | Governador eleito pela Assembleia Legislativa                                          |
| 38                                        | Paulo Pimentel                               |                               | Partido Trabalhista Nacional PTN                 | 31 de janeiro de 1966   | 15 de março de 1971                          | Governador eleito por sufrágio universal                                               |
| 39                                        | Haroldo Leon Peres                           |                               | Aliança Renovadora Nacional ARENA                | 15 de março de 1971     | 23 de novembro de 1971                       | Governador eleito indiretamente                                                        |
| 40                                        | Pedro Viriato Parigot de Sousa               |                               | Aliança Renovadora Nacional ARENA                | 23 de novembro de 1971  | 11 de julho de 1973                          | Governador eleito indiretamente. Faleceu no exercício do cargo.                        |
| 41                                        | João Mansur                                  |                               | Aliança Renovadora Nacional ARENA                | 11 de julho de 1973     | 11 de agosto de 1973                         | Governador substituto por morte do titular                                             |
| 42                                        | Emílio Hoffmann Gomes                        |                               | Aliança Renovadora Nacional ARENA                | 11 de agosto de 1973    | 15 de março de 1975                          | Governador eleito indiretamente                                                        |
| 43                                        | Jaime Canet Júnior                           |                               | Aliança Renovadora Nacional ARENA                | 15 de março de 1975     | 15 de março de 1979                          | Governador eleito indiretamente                                                        |
| 44                                        | Ney Braga                                    |                               | Partido Democrático Social PDS                   | 15 de março de 1979     | 14 de maio de 1982                           | Governador eleito indiretamente                                                        |
| 45                                        | José Hosken de Novais                        |                               | Partido Democrático Social PDS                   | 14 de maio de 1982      | 15 de março de 1983                          | Vice-governador eleito indiretamente, assumiu o cargo de governador                    |
| Nova República (1985-presente)            |                                              |                               |                                                  |                         |                                              |                                                                                        |
| 46                                        | José Richa                                   |                               | Partido do Movimento Democrático Brasileiro PMDB | 15 de março de 1983     | 9 de maio de 1986                            | Governador eleito por sufrágio universal                                               |
| 47                                        | João Elísio Ferraz de Campos                 |                               | Partido do Movimento Democrático Brasileiro PMDB | 9 de maio de 1986       | 15 de março de 1987                          | Vice-governador eleito por sufrágio universal, assumiu em face da renúncia do ritular  |
| 48                                        | Alvaro Dias                                  |                               | Partido do Movimento Democrático Brasileiro PMDB | 15 de março de 1987     | 15 de março de 1991                          | Governador eleito por sufrágio universal                                               |
| 49                                        | Roberto Requião                              |                               | Partido do Movimento Democrático Brasileiro PMDB | 15 de março de 1991     | 2 de abril de 1994                           | Governador eleito por sufrágio universal                                               |
| 50                                        | Mário Pereira                                |                               | Partido do Movimento Democrático Brasileiro PMDB | 2 de abril de 1994      | 1 de janeiro de 1995                         | Vice-governador eleito por sufrágio universal, assumiu em face da reúncia do titular   |
| 51                                        | Jaime Lerner                                 |                               | Partido Democrático Trabalhista PDT              | 1 de janeiro de 1995    | 1 de janeiro de 1999                         | Governador eleito por sufrágio universal                                               |
| 51                                        | Jaime Lerner                                 | Partido da Frente Liberal PFL | 1 de janeiro de 1999                             | 1 de janeiro de 2003    | Governador reeleito por sufrágio universal   |                                                                                        |
| 52                                        | Roberto Requião                              |                               | Partido do Movimento Democrático Brasileiro PMDB | 1 de janeiro de 2003    | 4 de setembro de 2006                        | Governador eleito por sufrágio universal                                               |
| —                                         | Hermas Brandão                               |                               | Partido da Social Democracia Brasileira - PSDB   | 4 de setembro de 2006   | 1º de janeiro de 2007                        | Presidente da Assembleia Legislativa                                                   |
| —                                         | Roberto Requião                              |                               | Partido do Movimento Democrático Brasileiro PMDB | 1 de janeiro de 2007    | 1 de abril de 2010                           | Governador reeleito por sufrágio universal                                             |
| 53                                        | Orlando Pessuti                              |                               | Partido do Movimento Democrático Brasileiro PMDB | 1 de abril de 2010      | 1 de janeiro de 2011                         | Vice-governador eleito por sufrágio universal, assumiu em face da renúncia do titular  |
| 54                                        | Beto Richa                                   |                               | Partido da Social Democracia Brasileira PSDB     | 1 de janeiro de 2011    | 1 de janeiro de 2015                         | Governador eleito em sufrágio universal                                                |
| 54                                        | Beto Richa                                   | 1 de janeiro de 2015          | Partido da Social Democracia Brasileira PSDB     | 6 de abril de 2018      | Governador reeleito por sufrágio universal   |                                                                                        |
| 55                                        | Cida Borghetti                               |                               | Partido Progressista PP                          | 6 de abril de 2018      | 1 de janeiro de 2019                         | Vice-governadora eleita por sufrágio universal, assumiu em face da renúncia do titular |
| 56                                        | Ratinho Júnior                               |                               | Partido Social Democrático PSD                   | 1 de janeiro de 2019    | 1 de janeiro de 2023                         | Governador eleito por sufrágio universal                                               |
| 56                                        | Ratinho Júnior                               | 1 de janeiro de 2023          | Partido Social Democrático PSD                   | até a atualidade        | Governador reeleito por sufrágio universal'' |                                                                                        |

Legenda
| Cor    | Significado                                                                                  |
| Verde  | Mandatários eleitos por votação direta                                                       |
| Marrom | Vice-governador em exercício                                                                 |
| Azul   | Mandatários eleitos indiretamente, ou representantes do Poder Legislativo e Poder Judiciário |
| Bege   | Mandatários nomeados diretamente pelo governo central                                        |